# Etinol
Etinol je alkohol (inol) sa formulom . On je znatno manje stabilan od tautomera etenona.
Na niskim temperaturama na osnovi črvstog argona je moguće izomerizovati etenon do etinola.